# Alieu Fadera
Alieu Fadera (ur. 3 listopada 2001 w Bakau) – gambijski piłkarz, grający na pozycji skrzydłowego we włoskim klubie Sassuolo, do którego jest wypożyczony z Como 1907 oraz w reprezentacji Gambii. Uczestnik Pucharu Narodów Afryki 2023.

## Kariera klubowa
Swoją karierę piłkarską Fadera rozpoczął w klubie Real Bandżul. W sezonie 2018/2019 zadebiutował w jego barwach w pierwszej lidze gambijskiej. W debiutanckim sezonie wywalczył wicemistrzostwo Gambii. Na początku 2020 przeszedł do słowackiego FK Pohronie, w którym zadebiutował 27 czerwca 2020 w zwycięskim 1:0 domowym meczu z FC ViOn Zlaté Moravce. Grał w nim do lata 2021.
W sierpniu 2021 Fadera przeszedł do SV Zulte Waregem. Swój debiut w nim zaliczył 7 sierpnia 2021 w wygranym 3:1 wyjazdowym meczu z Sint-Truidense VV. W sezonie 2022/2023 spadł z Zulte Waregem z pierwszej do drugiej ligi.
Latem 2023 Fadera został zawodnikiem KRC Genk. Swój debiut w nim zanotował 29 lipca 2023 w wygranym 4:0 wyjazdowym meczu z RWD Molenbeek. W debiucie strzelił gola.
| Sezon   | Klub             | Kraj     | Rozgrywki       | Mecze | Bramki |
| ------- | ---------------- | -------- | --------------- | ----- | ------ |
| 2018/19 | Real Bandżul     | Gambia   | First Division  | ?     | ?      |
| 2019/20 | Real Bandżul     | Gambia   | First Division  | ?     | ?      |
| 2019/20 | FK Pohronie      | Słowacja | I liga          | 3     | 1      |
| 2020/21 | FK Pohronie      | Słowacja | I liga          | 31    | 5      |
| 2021/22 | SV Zulte Waregem | Belgia   | Eerste klasse A | 18    | 0      |
| 2022/23 | SV Zulte Waregem | Belgia   | Eerste klasse A | 33    | 6      |

## Kariera reprezentacyjna
W reprezentacji Gambii Fadera zadebiutował 20 listopada 2022 w zremisowanym 0:0 towarzyskim meczu z Gwineą Bissau, rozegranym w Aksu. W 2024 roku powołano go do kadry na Puchar Narodów Afryki 2023. Rozegrał w nim trzy mecze grupowe: z Senegalem (0:3), z Gwineą (0:1) i z Kamerunem (2:3).